# Past Perfect Future Tense
Past Perfect Future Tense es el primer álbum como solista de Magne Furuholmen después de haber trabajado en varios proyectos para películas y televisión.
El álbum fue lanzado en Noruega el 20 de septiembre de 2004, y en Reino Unido el 21 de marzo de 2005. Se lanzó posteriormente en Rusia en diciembre de 2005 bajo el sello SOYUZ Records). Se lanzó finalmente en Italia en junio de 2006, incluía diferente presentación (digipack con diferentes imáganes) y adjuntaba un reproductor MP3 en un Kit de verano.

## Listado de temas
- 1. Obsolete (3:47)
- 2. All The Time (4:22)
- 3. Past Perfect Future Tense (3:27)
- 4. No One Gets Me But U (5:03)
- 5. Kryptonite (4:25)
- 6. Nothing Here To Hold You (5:13)
- 7. A Friend Like Me (2:36)
- 8. Little Angels (2:52)
- 9. 2cU Shine (3:00)
- 10. You Don't Have To Change (3:18)
- 11. Envelop Me (3:30)
- 12. Never Sweeter (2:53)
  - 13. Perfect Circle (1:37) - pista oculta tras Never Sweeter.

## Promoción
Además de varios CD de muestras, la campaña de promoción produjo 2 videoclips y varios singles:

### Videos
- Past Perfect Future Tense
- Kriptonite

### Singles
- Past, Perfect Future Tense (2004) - sólo promocional.
- Kryptonite (2005) - venta/promoción.
- 2cU Shine (2005) - sólo promocional.
- All The Time - sólo promocional.

- Datos: Q3897471